# 歪斜麻花头
歪斜麻花头（学名：Serratula procumbens）是菊科麻花头属的植物，为中国的特有植物。分布在天山西部地区以及中国大陆的新疆等地，生长于海拔2,600米至3,520米的地区，一般生于高山阳坡草丛以及亚高山阳坡草丛，目前尚未由人工引种栽培。
种名procumbens意为平卧的。